# Linkar Barat
Linkar Barat is een bestuurslaag in het regentschap Bengkulu van de provincie Bengkulu, Indonesië. Linkar Barat telt 8373 inwoners (volkstelling 2010).